# Алфєєва Світлана Іванівна
Світла́на Іва́нівна Алфє́єва (3 лютого 1936, Одеса) — українська художниця декоративного мистецтва; член Спілки радянських художників України з 1964 року.

## Біографія
Народилася 3 лютого 1936 року в місті Одесі. У 1951—1956 роках навчалась у Одеському державному художньому училищі (вчителі з фаху Іван Гурський, Михайло Жук, Володимир Путейко). Дипломна робота — десертний набір «Народні казки» (керівник Ірина Сакович).
Працювала на Баранівському фарфоровому заводі імені Володимира Леніна. З 1958 — на підприємствах художнього скла Української РСР. Проживала у місті Стрию, в будинку на вулиці Гастелло, 4, квартира 3. 1970 року оселилася у Душанбе.

## Творчість
Працювала в галузі декоративного мистецтва (художня обробка скла та кераміки). Серед творів:
- декоративні вази «Мороз» (1960); «Рубінова» (1960); «Гуска» (1960);
- декоративні пластини «Катерина» (1963, глина, полива); «Український танець» (1964, шамот);
- прибори для напоїв (1959—1968);
- панно «Слава праці» (1964, цемент, кераміка);
- декоративні кубки «Полум'я революції»; «Червона кіннота» (1968);
- декоративна скульптура «Оксана і запорожець» (1967); «Будьоннівець» (1967); «Молдавське вино» (1970);
- набори посуду.

Брала участь у всеукраїнських, всесоюзних та зарубіжних виставках, зокрема у Всесвітній виставці у Брюсселі у 1958 році, в Югославії і США у 1960 році, Франції у 1961 році.   